# Кондратов, Андрей Юрьевич
Андре́й Ю́рьевич Кондра́тов (род. 1 апреля 1946 года, Москва, РСФСР) — советский и российский артист балета, педагог. Заслуженный артист РСФСР (1983).

## Биография
Родился в Москве в семье солистов балета Большого театра Ю. Г. Кондратова и Л. Я. Чадарайн. В 1966 году окончил Московское государственное хореографическое училище (педагог Г. М. Евдокимов). В 1965—1986 солист Большого театра. Педагог Кондратова в Большом театре — А. М. Мессерер, репетиторы — Н. Б. Фадеечев, Н. Р. Симачёв, Г. С. Уланова.
Более 20 лет Кондратов танцевал в дуэте со своей  женой Ириной Прокофьевой. Ирина Сергеевна Прокофьева   —заслуженная артистка РСФСР. Многие партии — Марию и Вацлава, Принцессу Флорину и Голубую птицу, Музу и Паганини, Жизель и Альберта, Катерину и Данилу — они готовили вместе. В 1975 году вместе с Прокофьевой Кондратов выступил в спектакле «Жизель» тегеранского театра «Рудаки-холл».
Их сын — Дмитрий Андреевич Кондратов ( род. в 1981 г. ), в 1999 году — артист балета Большого театра, в 1999—2001 годах — солист «Кремлёвского балета», в 2001—2003 годах — выступал с различными балетными труппами в Германии и Голландии. В последнее время Дмитрий оставил балет и стал бизнесменом .
В 1980 году сложился танцевальный дуэт — И. М. Пяткиной и Андрея Кондратова. Сын Андрея Кондратова и солистки балета Большого театра, заслуженной артистки РФ Ирины Михайловны Пяткиной( род. в 1960 г.) — Антон Андреевич Кондратов (род. в 1985 г.), с 2003 года — артист балета Большого театра.
Андрей Кондратов также выступал партнёром балерин: Наталии Бессмертновой, Екатерины Максимовой, Светланы Адырхаевой, Людмилы Семеняки, Надежды Павловой, Нины Тимофеевой, Нины Сорокиной, Нины Семизоровой, Марины Леоновой. На сцене Большого театра в партии Альберта ("Жизель")  выступил партнёром  итальянской прима - балерины Маргариты Парилла (Жизель). В 1986 году  окончил педагогический факультет ГИТИСа (педагог Г. Н. Прибылов).

## Репертуар
Первый исполнитель:
- Моцарт («Моцарт и Сальери», балетмейстер В. Боккадоро)
- Сверстник /Сверстники/ Джульетты («Ромео и Джульетта», балетмейстер Ю. Н. Григорович)
- Банко («Макбет», балетмейстер В. В. Васильев)
- Пискарев («Эскизы», балетмейстер А. Б. Петров)

Другие партии:
- Вацлав («Бахчисарайский фонтан», балетмейстер Р. В. Захаров)
- Солист /Па де труа/ («Лебединое озеро», балетмейстеры А. А. Горский, А. М. Мессерер)
- Ильяс («Асель», балетмейстер О. М. Виноградов)
- Альберт («Жизель», редакция Л. М. Лавровского)
- Голубая птица (редакция Ю. Н. Григоровича; первый исполнитель партии в новой ред.)
- Паганини («Паганини», балетмейстер Л. М. Лавровский)
- Данила («Каменный цветок», балетмейстер Ю. Н. Григорович)
- Спартак («Спартак», балетмейстер Ю. Н. Григорович)
- Ферхад («Легенда о любви», балетмейстер Ю. Н. Григорович)
- Чиполлино («Чиполлино», балетмейстер Г. А. Майоров)
- Юноша («Шопениана», хореография М. М. Фокина, возобновление Е. К. Гейденрейх)
- Клавдио («Любовью за любовь», балетмейстер В. Боккадоро)
- Исполнял вальс в картине «Польский бал» в опере «Иван Сусанин» (балетмейстер Р. В. Захаров).

В концертном репертуаре Кондратова хореографические номера «В молчанье ночи тайной» на музыку С. В. Рахманинова (балетмейстер К. Я. Голейзовский), «Мелодия» на музыку А.Дворжака (балетмейстер А. М. Мессерер), па де де из балета «Сильфида» Ж. Шнейцхоффера (балетмейстер Ф. Тальони), па де скляв из балета «Корсар» (балетмейстер М. И. Петипа).
В 1990—1991 годах ведущий солист театра «Кремлёвский балет», где первым исполнил партии Банко в балете «Макбет» и Ротмистра в балете «Привал кавалерии» И. И. Армсгеймера (хореография М. И. Петипа, возобновление П. А. Гусева, постановка Т. И. Фесенко и В. Б. Островского). В его репертуаре также партия Руслана в балете «Руслан и Людмила» на музыку М. И. Глинки — И. Г. Агафонникова (балетмейстер А. Б. Петров).

## Педагог
В 1995—1998 педагог-репетитор Государственного академического ансамбля народного танца под руководством И. А. Моисеева.
С 1998 по настоящее время балетмейстер-репетитор театра «Кремлёвский балет», где среди его учеников — Р. Артюшкин, М. Афанасьев, С. Васюченко, Е. Горбачёв, С. Смирнов, Г. Жуковский.
Сын Кондратова и солистки балета Большого театра И. С. Прокофьевой — Дмитрий Андреевич Кондратов (р. 1981) — в 1999 артист балета Большого театра, в 1999—2001 солист «Кремлёвского балета», в 2001—2003 выступал с различными балетными труппами в Германии и Голландии. Сын Кондратова и солистки балета Большого театра И. М. Пяткиной — Антон Андреевич Кондратов (р. 1985) — с 2003 артист балета Большого театра.

## Фильмография
Снимался в роли Лаэрта в телевизионном балете «Гамлет» на музыку Д. Шостаковича по пьесе У. Шекспира (1969, балетм. В. Е. Камков, режиссёр С. С. Евлахишвили, т/о «Экран») и в партии Солиста в Гран па в телеэкранизации балета «Раймонда» (1979, балетмейстер Л. М. Лавровский, реж. Ф. С. Слидовкер, т/о «Экран»).